# 中野島駅
中野島駅（なかのしまえき）は、神奈川県川崎市多摩区中野島三丁目にある、東日本旅客鉄道（JR東日本）南武線の駅である。駅番号はJN 15。

## 歴史
- 1927年（昭和2年）11月1日：南武鉄道登戸 - 大丸（現・南多摩）間開通時に、中野島停留場として開設[1][2]。
- 1929年（昭和4年）8月1日：中野島駅に昇格、貨物取扱開始[2]。
- 1944年（昭和19年）4月1日：南武鉄道が国有化、運輸通信省南武線の駅となる[1][2]。
- 1947年（昭和22年）12月15日：現在地に移転[4]。旧駅は約400 m登戸寄りの地点であった[4]（その名残で旧駅付近から中野島中央通商店街が伸びる）。
- 1955年（昭和30年）7月1日：貨物取扱廃止[2]。
- 1958年（昭和33年）4月10日：荷物扱い廃止[2]。
- 1987年（昭和62年）4月1日：国鉄分割民営化に伴い、東日本旅客鉄道（JR東日本）の駅となる[1][2]。
- 1994年（平成6年）2月25日：自動改札機設置[5]。
- 2001年（平成13年）11月18日：ICカード「Suica」の利用が可能となる。
- 2007年（平成19年）
  - 6月22日：みどりの窓口の営業終了。
  - 6月23日：指定席券売機導入。
- 2011年（平成23年）4月9日：快速運転開始に伴い、停車駅となる[6]。本来は3月12日からの予定であったが、この前日に発生した震災の為、4月9日に延期になっていた。
- 2014年（平成26年）3月15日：快速運転区間稲城長沼駅延長に伴い、通過駅となる[7]。
- 2019年（令和元年）6月7日：臨時改札口の使用を開始[8]。
- 2024年（令和6年）12月4日：スマートホームドアの使用を開始[9]。

### 駅名の由来
地名によるもの。元々多摩川の川中にある島のような地形から、武蔵国橘樹郡の中島新田と名付けられ、その後中野島村、稲田村→稲田町大字中野島を経て1938年川崎市に合併した。

## 駅構造
相対式ホーム2面2線を有する地上駅で、互いのホームは跨線橋で連絡している。下り（立川方面）ホーム立川方端に改札口がある。混雑緩和を目的に2019年6月7日より、上り（川崎方面）ホーム中程に時間限定臨時改札口（ICカード専用改札口）が設置されている。
川崎統括センター（登戸駅）管理の業務委託駅（JR東日本ステーションサービス委託）である。下り線側改札にはお客さまサポートコールシステムが導入されており、早朝と夜間の一部時間帯は遠隔対応のため改札係員は不在となる。また、多機能券売機と指定席券売機が設置されている。
2014年3月14日までは快速が停車していたが、翌日に行われたダイヤ改正で快速列車運転区間拡大に伴い快速通過駅に格下げとなった。

### のりば
| 番線 | 路線   | 方向 | 行先                                 |
| ---- | ------ | ---- | ------------------------------------ |
| 1    | 南武線 | 下り | 府中本町・立川方面                   |
| 2    | 南武線 | 上り | 登戸・武蔵溝ノ口・武蔵小杉・川崎方面 |

（出典：JR東日本:駅構内図）

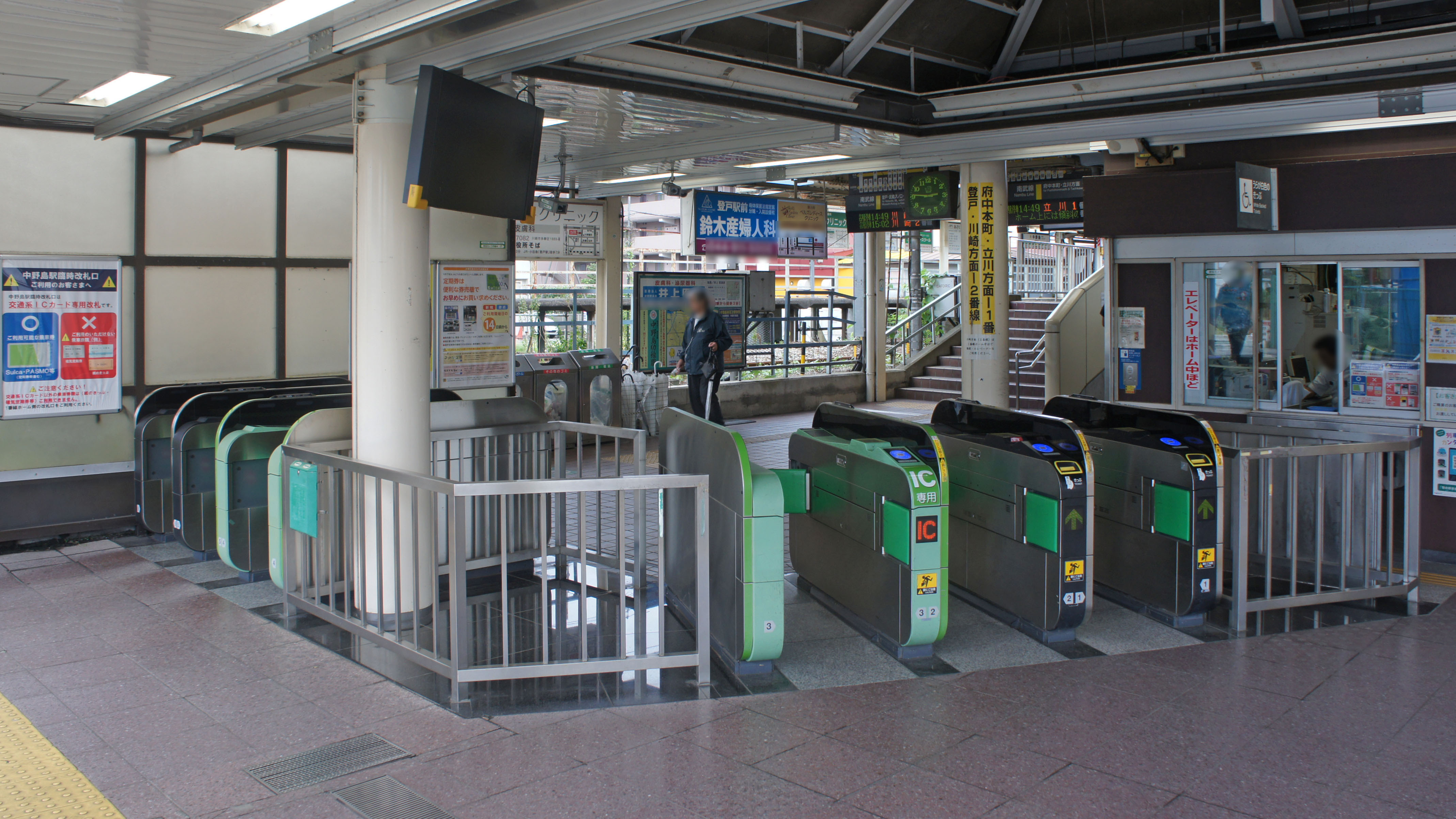
改札口（2019年9月）
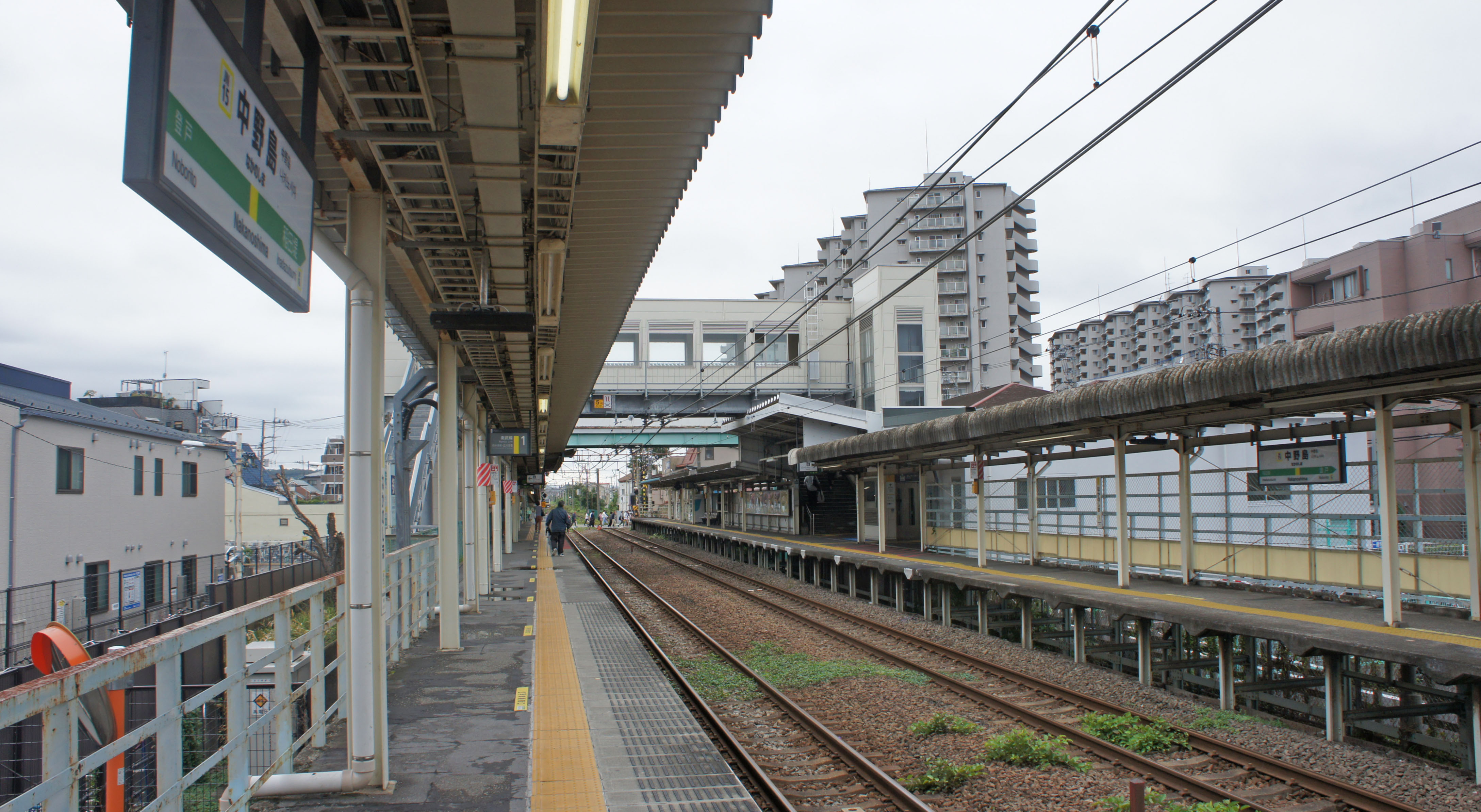
ホーム（2019年9月）

## 利用状況
2023年度（令和5年度）の1日平均乗車人員は13,664人である。南武線の快速通過駅では矢向駅・尻手駅に次いで3番目に利用客が多い。
1995年度（平成7年度）以降の推移は以下の通り。
| 年度               | 1日平均 乗車人員 | 出典     |
| ------------------ | ---------------- | -------- |
| 1995年（平成07年） | 13,058           | [ * 1 ]  |
| 1996年（平成08年） | 13,159           |          |
| 1997年（平成09年） | 13,121           |          |
| 1998年（平成10年） | 13,270           | [ * 2 ]  |
| 1999年（平成11年） | 13,432           | [ * 3 ]  |
| 2000年（平成12年） | 13,388           | [ * 3 ]  |
| 2001年（平成13年） | 13,396           | [ * 4 ]  |
| 2002年（平成14年） | 13,508           | [ * 5 ]  |
| 2003年（平成15年） | 13,520           | [ * 6 ]  |
| 2004年（平成16年） | 13,488           | [ * 7 ]  |
| 2005年（平成17年） | 13,646           | [ * 8 ]  |
| 2006年（平成18年） | 13,839           | [ * 9 ]  |
| 2007年（平成19年） | 14,048           | [ * 10 ] |
| 2008年（平成20年） | 14,145           | [ * 11 ] |
| 2009年（平成21年） | 14,116           | [ * 12 ] |
| 2010年（平成22年） | 14,238           | [ * 13 ] |
| 2011年（平成23年） | 14,244           | [ * 14 ] |
| 2012年（平成24年） | 14,376           | [ * 15 ] |
| 2013年（平成25年） | 14,672           | [ * 16 ] |
| 2014年（平成26年） | 14,367           | [ * 17 ] |
| 2015年（平成27年） | 14,507           | [ * 18 ] |
| 2016年（平成28年） | 14,645           | [ * 19 ] |
| 2017年（平成29年） | 14,841           |          |
| 2018年（平成30年） | 14,997           |          |
| 2019年（令和元年） | 14,824           |          |
| 2020年（令和02年） | 11,486           |          |
| 2021年（令和03年） | 12,302           |          |
| 2022年（令和04年） | 13,077           |          |
| 2023年（令和05年） | 13,664           |          |

## 駅周辺
多摩沿線道路の中野島駅入口交差点から府中街道の土渕まで南北に走り踏切を跨ぐ通りに駅があるが、この通りに沿ってある商店街を中野島商店街と呼ぶ。近年は道路が改良され、歩道も付けられている。
駅北側を東西に走る通り沿いには中野島北口通り商店街がある。また、駅東側を南北に走る通り沿いにも商店街があり、こちらは中野島中央通商店街と呼ぶ。
駅周辺の多くは住宅地だが、一部には梨畑や田畑も未だに残っている。

## 隣の駅
東日本旅客鉄道（JR東日本）
 南武線
■快速
通過
■各駅停車
登戸駅 (JN 14) - 中野島駅 (JN 15) - 稲田堤駅 (JN 16)

### 記事本文
1. 1 2 3 4  曽根悟（監修） 著、朝日新聞出版分冊百科編集部 編『週刊 歴史でめぐる鉄道全路線 国鉄・JR』 38号 青梅線・鶴見線・南武線・五日市線、朝日新聞出版〈週刊朝日百科〉、2010年4月11日、20-21頁。
2. 1 2 3 4 5 6 7  石野哲 編『停車場変遷大事典 国鉄・JR編』 II（初版）、JTB、1998年10月1日、67頁。ISBN 978-4-533-02980-6。
3. 1 2 3 4  “駅の情報（中野島駅）：JR東日本”.   東日本旅客鉄道. 2023年10月23日時点のオリジナルよりアーカイブ。2023年10月23日閲覧。
4. 1 2  「運輸省告示第317号」『官報』1947年12月11日（国立国会図書館デジタルコレクション）
5. ↑  「JR年表」『JR気動車客車編成表 '94年版』ジェー・アール・アール、1994年7月1日、187頁。ISBN 4-88283-115-5。
6. ↑  南武線で快速列車の運転が始まる - 『鉄道ファン』交友社 railf.jp鉄道ニュース 2011年4月10日
7. 1 2  『2014年3月ダイヤ改正について』（PDF）（プレスリリース）東日本旅客鉄道、2013年12月20日。オリジナルの2020年3月22日時点におけるアーカイブ。2015年8月3日閲覧。
8. ↑  『南武線津田山駅北口一部及び中野島駅臨時改札口の使用開始日が決まりました!』（PDF）（プレスリリース）川崎市／東日本旅客鉄道横浜支社、2019年5月22日。オリジナルの2019年6月8日時点におけるアーカイブ。2019年9月8日閲覧。
9. ↑  『2024年度のホームドア整備駅の追加について』（PDF）（プレスリリース）東日本旅客鉄道、2024年8月20日。オリジナルの2024年8月20日時点におけるアーカイブ。2024年8月20日閲覧。
10. ↑  神奈川県県勢要覧
11. ↑  川崎市統計書 - 川崎市

### 利用状況
JR東日本の2000年度以降の乗車人員
1. ↑  各駅の乗車人員（2000年度） - JR東日本
2. ↑  各駅の乗車人員（2001年度） - JR東日本
3. ↑  各駅の乗車人員（2002年度） - JR東日本
4. ↑  各駅の乗車人員（2003年度） - JR東日本
5. ↑  各駅の乗車人員（2004年度） - JR東日本
6. ↑  各駅の乗車人員（2005年度） - JR東日本
7. ↑  各駅の乗車人員（2006年度） - JR東日本
8. ↑  各駅の乗車人員（2007年度） - JR東日本
9. ↑  各駅の乗車人員（2008年度） - JR東日本
10. ↑  各駅の乗車人員（2009年度） - JR東日本
11. ↑  各駅の乗車人員（2010年度） - JR東日本
12. ↑  各駅の乗車人員（2011年度） - JR東日本
13. ↑  各駅の乗車人員（2012年度） - JR東日本
14. ↑  各駅の乗車人員（2013年度） - JR東日本
15. ↑  各駅の乗車人員（2014年度） - JR東日本
16. ↑  各駅の乗車人員（2015年度） - JR東日本
17. ↑  各駅の乗車人員（2016年度） - JR東日本
18. ↑  各駅の乗車人員（2017年度） - JR東日本
19. ↑  各駅の乗車人員（2018年度） - JR東日本
20. ↑  各駅の乗車人員（2019年度） - JR東日本
21. ↑  各駅の乗車人員（2020年度） - JR東日本
22. ↑  各駅の乗車人員（2021年度） - JR東日本
23. ↑  各駅の乗車人員（2022年度） - JR東日本
24. ↑  各駅の乗車人員（2023年度） - JR東日本

神奈川県県勢要覧
1. ↑  線区別駅別乗車人員（1日平均）の推移 (PDF)  - 19ページ
2. ↑  神奈川県県勢要覧（平成12年度） - 221ページ
3. 1 2  神奈川県県勢要覧（平成13年度） (PDF)  - 223ページ
4. ↑  神奈川県県勢要覧（平成14年度） (PDF)  - 221ページ
5. ↑  神奈川県県勢要覧（平成15年度） (PDF)  - 221ページ
6. ↑  神奈川県県勢要覧（平成16年度） (PDF)  - 221ページ
7. ↑  神奈川県県勢要覧（平成17年度） (PDF)  - 223ページ
8. ↑  神奈川県県勢要覧（平成18年度） (PDF)  - 223ページ
9. ↑  神奈川県県勢要覧（平成19年度） (PDF)  - 225ページ
10. ↑  神奈川県県勢要覧（平成20年度） (PDF)  - 229ページ
11. ↑  神奈川県県勢要覧（平成21年度） (PDF)  - 239ページ
12. ↑  神奈川県県勢要覧（平成22年度） (PDF)  - 237ページ
13. ↑  神奈川県県勢要覧（平成23年度） (PDF)  - 237ページ
14. ↑  神奈川県県勢要覧（平成24年度） (PDF)  - 233ページ
15. ↑  神奈川県県勢要覧（平成25年度） (PDF)  - 235ページ
16. ↑  神奈川県県勢要覧（平成26年度） (PDF)  - 237ページ
17. ↑  神奈川県県勢要覧（平成27年度） (PDF)  - 236ページ
18. ↑  神奈川県県勢要覧（平成28年度） (PDF)  - 245ページ
19. ↑  神奈川県県勢要覧（平成29年度） (PDF)  - 237ページ

### 「なかのしま」と読む他の駅
- 中の島駅 - 札幌市営地下鉄南北線の駅
- 中之島駅 - 京阪中之島線の駅